# Enguídanos
Enguídanos település Spanyolországban, Cuenca tartományban. Enguídanos Yémeda, Víllora, Narboneta, Mira, Spain, La Pesquera, Puebla del Salvador, Campillo de Altobuey és Paracuellos községekkel határos. Lakosainak száma 294 fő (2024).

## Népesség
A település népessége az utóbbi években az alábbiak szerint változott:
| Lakosok száma | 527  | 472  | 473  | 415  | 386  | 353  | 337  | 317  | 303  | 294  |
|               | 2001 | 2004 | 2006 | 2009 | 2011 | 2014 | 2016 | 2019 | 2021 | 2024 |